# 屁

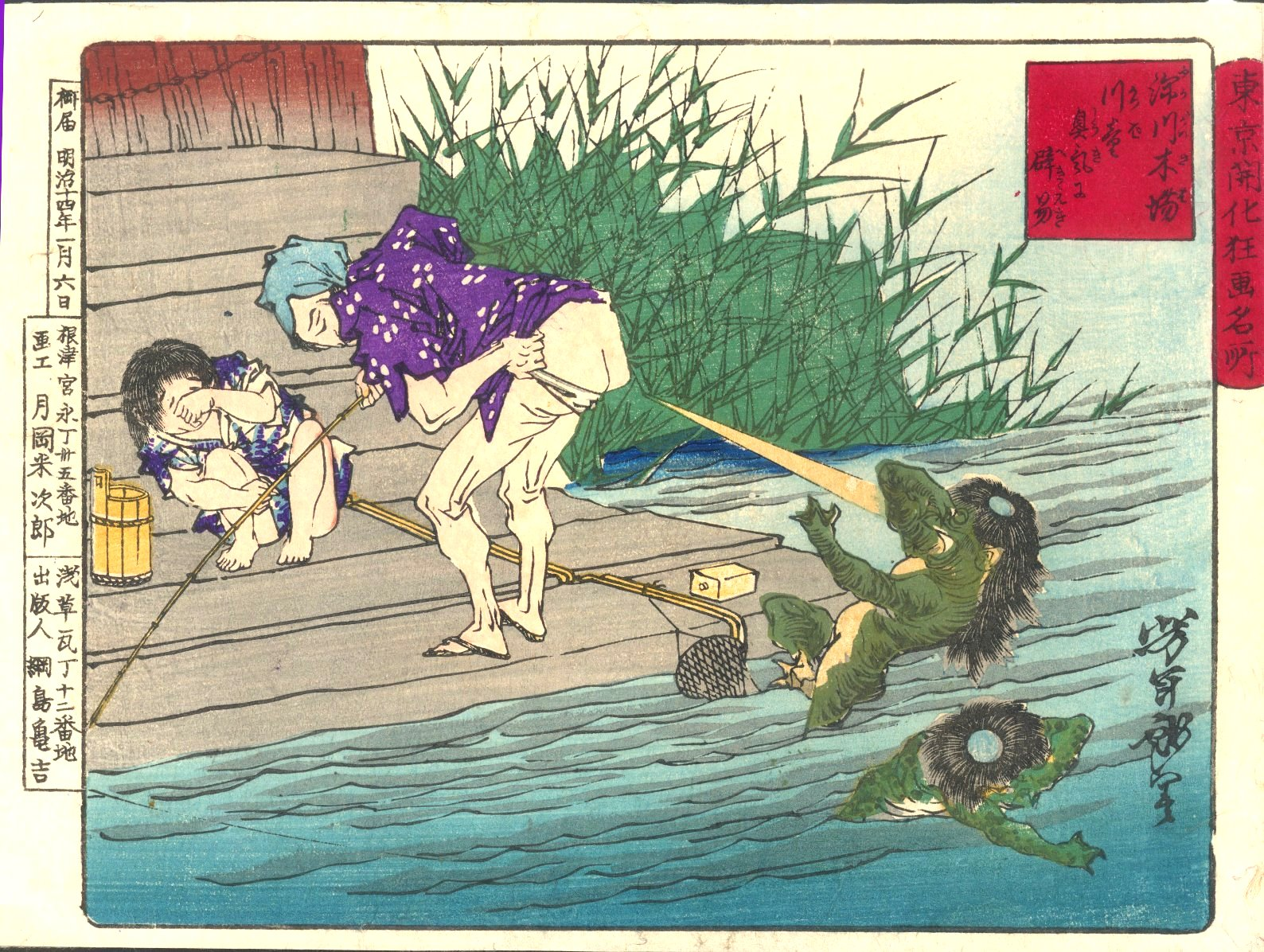
河童に屁をくらわす。月岡芳年画

屁（へ、英語: Fart）は、肛門から排出される気体で、腸で発生するガスも含まれる。おなら、ガス、失気、転失気（てんしき）などともいう。
個人差はあるものの、平均的に大人は普通一日に合計8 - 10リットル (L) の量の屁を、5回から20回に渡り放出する。屁を放出することを放屁（ほうひ）という。
大腸でウェルシュ菌などによって分解される時に腐敗し、硫化水素 (H2S) 、二酸化硫黄 (SO2) 、二硫化炭素 (CS2) 、インドール (C8H7N) 、スカトール (C9H9N) 、亜鉛などのガスが大量に発生し、時には臭気の強いガスが発生する。

## メカニズム
小腸上部で消化吸収されなかった食物の残渣（カス）は、小腸の下部や大腸で腸内細菌の作用によって分解される際に、腸内ガスを発生させる。このガスのほとんどは腸管から吸収されるが、吸収しきれない分が肛門から排出される。また、食事の際などに飲み込んだ空気は大部分がげっぷとして排出されるが、少量の空気が消化器に入る。そのうち血液中に吸収されなかった空気が屁として排出される。
盲腸などの開腹手術を行った後は、腸管蠕動運動が一時停止するため、屁が出ないようになるのが一般的である。また、手術後に屁が出ることが、腸機能の回復した証とされている。

### 臭いと原因
小腸には食物繊維を分解する酵素がないため、繊維分は小腸で消化吸収されず、大腸へ送られて分解される。その際に発酵してガスが発生する。従って、食べた物の種類や量、体調によりガスの発生量や臭いが異なる。また、悪玉菌の増殖に伴ってアンモニアやメルカプタンなどの有毒ガスが多く発生すると、いわゆる「目にしみる」屁となる。
- イモ類など食物繊維の多い食物

食物繊維は大腸でしか分解されないため、食物繊維の多い食物を多く食べると、それだけガスの量も多くなる。その際、大腸で乳酸菌などによって水素 (H2) やメタン (CH4) のガスが多量に発生するが、全くの無臭である。
- 肉、ネギ類、ニンニク、ニラなど硫黄分が多い食物

これらの食物を多く食べると、大腸でウェルシュ菌などによって分解される時に腐敗し、硫化水素・二酸化硫黄・二硫化炭素・インドール・スカトールなどのガスが大量に発生し、臭いが強くなる。
- 病気によるガス

胃・腸・肝臓・胆道・膵臓の病気や菌交代症の際には、蛋白質の腐敗による不快な臭気を持つガスが発生することがある。
- その他

炭酸飲料（ビールなど）をよく飲む人は、飲まない人よりもガスの量が多いという俗説がある。

### 対策
屁は音や悪臭を伴うことが多いため、人前での放屁は一般にマナー違反とされ、本人も恥ずかしさを感じる（面白半分にわざと人前で屁をする者もいるが、これももちろんマナー違反である）。このため放屁を我慢したり、ゆっくり音がしないように出したりすることが多い。静かに出しても臭気がきつく周囲に不快感を与えることが続く場合には、食生活や体内環境の改善が必要となる。
イグノーベル賞受賞者の一覧
- 1991年医学賞：消化補助剤とガス除去剤の考案。
- 2001年生物学賞：悪臭のガスが広がる前に除去するために、交換可能な炭素フィルターがついた気密性の下着「アンダー・イーズ」の発明。

### 病気
屁が自分の意思と関係なく頻繁に出てしまう病気としては、過敏性腸症候群、セリアック病、乳糖不耐症などがある。ジアルジア症も関連している可能性がある。

## 成分

### 気体成分
腸内のガスの9割は体外から口と鼻を通って入ってくるもので、残りの1割は体内の微生物により生成される。主成分を以下に示す。
- 窒素（体外から取り込まれたもの）。
- 酸素（体外から取り込まれたもの）。
- メタン（体内のメタン生成古細菌により生産）。

主に肛門の近くにいるメタン菌によって合成されるが、メタン菌の数や活性度によりメタンの量が変わる、それらは環境ではなく遺伝により変わると考えられ、3人の内2人はメタンを一切含まない屁をする事がわかっている。メタン菌が少ないと硫酸還元菌が優勢になるため硫化水素 (H2S)が増加することもある。
- 二酸化炭素（体内の好気呼吸微生物により生産されるほか、体外からも取り込まれる）。
- 水素（微生物により排出)。体内の古細菌がメタンを合成するために、もしくは硫酸還元菌が硫化水素を合成するために消費する。
- 微量だが臭いの根源となる成分。
  - 酪酸 - 腐ったバターのような臭い。
  - 硫化水素 - 腐った卵の臭いがある。蛋白質の分解や硫酸還元菌の活動によって作られる。
  - 二酸化硫黄 - 蛋白質の分解によって作られる。
  - 二硫化炭素 - 蛋白質の分解によって作られる。
  - アンモニア - 尿素と関係がある。
  - ホスフィン - 魚臭のような臭いがする。リン酸塩 (PO43-)や食物中のリン (P)と関係がある。
  - インドール
  - スカトール - 大便の臭いの成分。消化管内でトリプトファンから分解される。
- その他の成分
  - 腸内細菌

これは大腸菌などの腸内に棲む細菌が、ガスを排出する際に一緒に放出されてくるものである。放屁一回あたり数千～数万個が放出されるといわれる。
口臭が腸内ガスに近い臭いを発することがある。これは便秘している腸から腸内ガスが吸収されて血管内を運ばれ、肺から放出され口腔に至るためである。
屁には水素・メタン・硫化水素など可燃性ガスが含まれるため、ライターやマッチで火を近づけると燃えることがある。これは体質、食べた物などによる成分によって、よく燃える場合と燃えない場合がある。面白半分に行うと、二酸化硫黄(SO2)を発生したり、火炎による火傷を起こしたりするおそれがある。

## 文化

### 日本における呼称・俗語
「おなら」は「お鳴らし」が略されてできた女房言葉で、「屁」よりも上品（あるいは婉曲）な言い方とされており、およそ室町時代にできた言葉である。元来は屁のうち音が鳴ったもののみが「お鳴らし」であるため、音のしない屁を「おなら」と表現するのは厳密には誤用であり、江戸時代にこれら音のしない屁を指す「すかしっ屁」という表現ができた。
屁をすることを「屁をこく」「屁を放（ひ）る」「放屁する」と言う。「放る」とは、古くは「くしゃみ」のことを「鼻ひる」といい、「鼻嚏る」とも書いたように、鼻水その他を体外へ放出することであった。
また、屁に関する慣用句や俗語としては「イタチの最後っ屁」（追い詰められた時の必死の抵抗やあがき）、「屁の突っ張りにもならない」、「屁とも思わない」、へたれ（屁垂れ）などがある。

### マナー
前述の通り、現代では公共の場において屁をすることはマナー違反とされる。日本では「屁＝汚い・臭い」など悪いイメージを持つ者が大多数であるからである。車の中やエレベーター、バス、満員電車など人が密集する可能性の高い場所で屁をすることは、臭いや音などで他人に不快感を与えるおそれがある。人のいない場所やトイレでするのが一般のマナーとされている。
1873年（明治6年）2月8日、東京・押上の土手において放屁した女を邏卒が連行し、罰金75銭を支払わせた。これに憤慨した女は罰金額が法外であるとして警視庁に抗議。1872年（明治5年）の東京違式詿違条例では立小便や落書きといった現在の軽犯罪に当たる行為などを規制していたが、放屁に関する規定はなく罰金刑は不当な物であった。このことは当時の新聞で議論を呼び、「放屁の規制も条例に加えるべき」とする意見と「生理現象であり規制すべきでない」とする意見とに分かれた。後に司法卿の江藤新平は通達を出し、放屁は規制の対象外として罰金も返還された。
また、当時開業したばかりの鉄道では客車内での放屁に罰金を科す旨の掲示があった。
俗説では、欧米諸国などでは放屁は比較的マナー違反とされず、げっぷの方がマナー違反とされるが、文化圏、階層、個人などにもよる。
マラウイ共和国では、「公序良俗を遵守する」という目的で、2011年2月に公共の場所での放屁を禁止する法案が提出された。
江戸時代では、良家の娘には屁負比丘尼（へおいびくに、屁負比丘、科負比丘尼）という娘の放屁を「今のは私がしました」と肩替わりする職業人がついていた。

### 放屁を面白がる文化

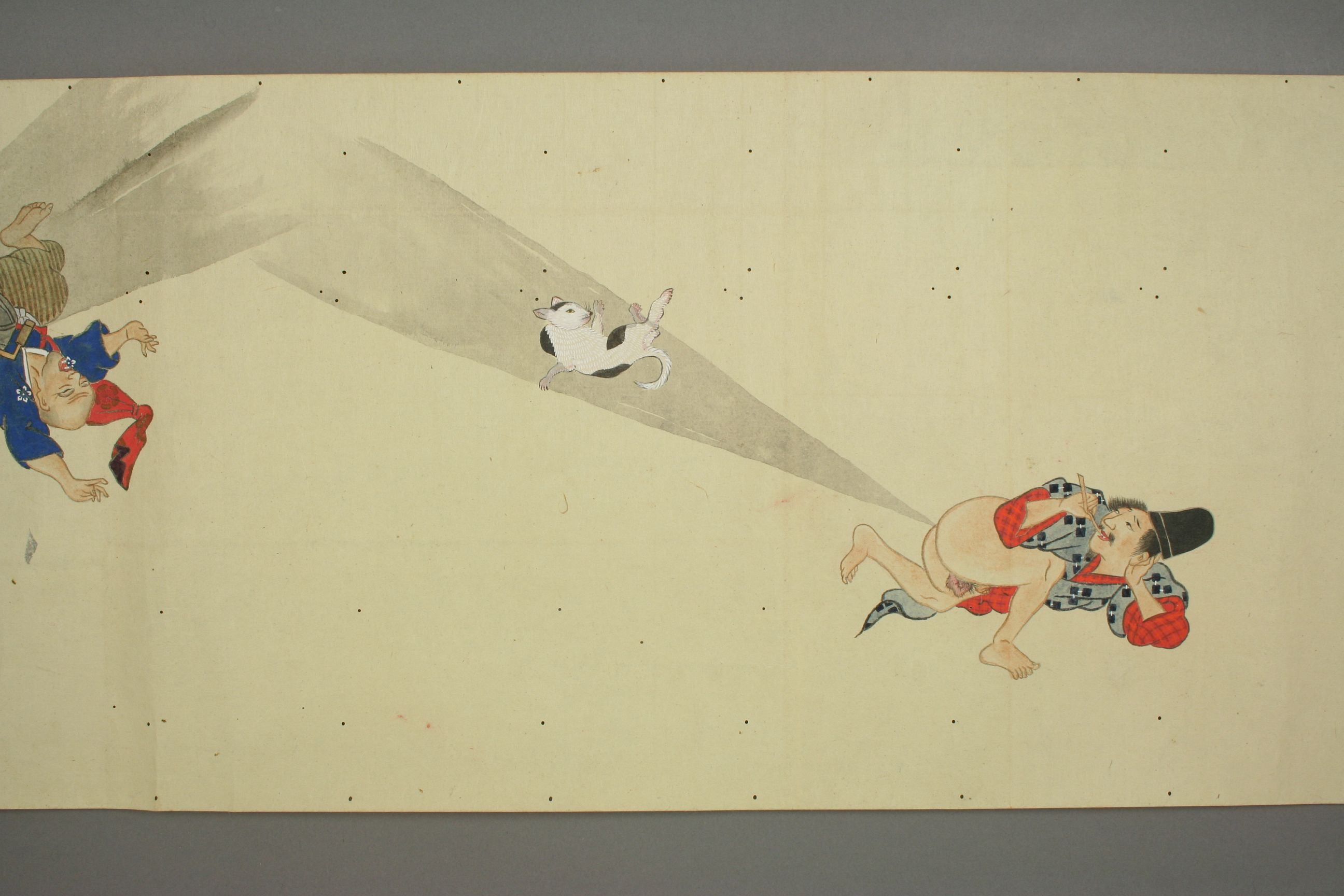
放屁合戦

一般に「行儀が悪い」「無礼な行為」とされる放屁を自在に操って、一種の音楽を奏でるなどする曲芸がある。これを「曲屁」、行う人を「放屁師」と呼ぶ。
座ると放屁のような音が出るブーブークッションなどのジョークグッズも販売されている。また、脇などから屁の音を出す芸（en）などもある。
日本の絵巻物などには放屁合戦という画題がある。室町時代に制作された『福富草紙』という御伽草子は、放屁の芸を披露して立身する翁を描いている。
出した屁を手の中に握り、他人に嗅がせるいたずらは「にぎりっぺ（握り屁）」といわれる。また、屁を瓶（小型の物が多い）に詰めた「屁瓶」と呼ばれる一種のジョークグッズも存在する。作り方は、瓶の口を直接尻に当てる、水上置換など様々である。
民話に『屁ひり嫁』『屁ひり女房』などと題する物があるほか、古典落語の演目にも『転失気（てんしき）』がある。
また、『8時だョ!全員集合』『ドリフ大爆笑』といったザ・ドリフターズのコントでは、屁そのものや屁の音を取り入れたギャグがしばしば用いられていた。

### 創作でのテーマ化や描写
屁の色
漫画やイラストやアニメなどで、視覚的にわかりやすくするために屁が煙のように表現されることがある。海外に目を転じると、ビアズリーも煙のように描いている。一方で、放屁合戦や浮世絵、アニメ『ドラえもん』の「時限バカ弾」のラストシーンでは、のび太の放屁が直線のように表現されている。

モノクロ絵では輪郭や灰色、カラー絵では黄色や茶色で描かれることが多い。国によっては、毒ガスを連想させる緑色で表現される。もちろん、これは作画的効果を狙った物であり、実際の屁は無色透明である。
武器
ゲームやアニメなどでは相手に向けて放屁することで攻撃を行う描写がある。
- 『ゲゲゲの鬼太郎』のねずみ男、『魁!!男塾』の虎丸龍次、『ボボボーボ・ボーボボ』のヘッポコ丸、『豪血寺一族シリーズ』の孤空院干滋、『サムライスピリッツ』のアースクェイク、『モンスターファームシリーズ』のハム種、『カトちゃんケンちゃん』のカトちゃん・ケンちゃんなどが該当する。
- キン肉マンは放屁で空を飛ぶが、その際の色は黄色である。悪魔超人の「ブラックホール」の対戦でも「イエローホール」と称した放屁を使って逆転勝利したこともある。
- 『桃太郎電鉄シリーズ』には、「オナラカード」が攻撃系カードの一種として存在する。作中では、黄色のマスに止まった時に拾うことができる。このカードを使用すると、オナラマンが現れて自分を除くプレイヤーの電車が吹き飛ばされてしまう（ただし、不発に終わる場合もある）。
- 『最強銀河 究極ゼロ 〜バトルスピリッツ〜』に登場するムゲンは対象を吹き飛ばす威力がある放屁をするほか、尻から炎も出せる。放屁する際の色は白っぽい色。
- 『桃太郎伝説』には「ほうひ」を使ってある人物の正体を暴く術が存在する。
- 『温泉ガッパドンバ』には、「オナラボーン」という必殺技が存在する。
- 『おしりたんてい』では、主人公のおしりたんていが犯人を追い詰める際に、「しつれいこかせていただきます」と言って必殺技（強烈な悪臭）を放つ。
- 『クレヨンしんちゃん』の野原しんのすけをはじめ、ギャグ漫画のキャラクターの一部は放屁を一種の加速装置として利用している。『かいけつゾロリ』シリーズでは、イシシ・ノシシの兄弟（場合によっては主人公のゾロリも含む）が、屁をロケットエンジンや、毒ガス兵器などの代替などとして使用し、様々な困難を乗り越えてきた記録がある（マイナスに働くこともある）。

楽曲
- ワンダープーランド - 音源提供：松下誠司（放屁師）ほか（1978年、厳密には楽曲ではなく、音響デザイナーが趣味で集めた屁の音を収録したレコード。前述のザ・ドリフターズのコントにおいて、屁の効果音の音源として使用された）
- ONARAソング - 作詞：アー・ソースケ、作曲：鈴木庸一、編曲：竹村次郎、歌：サミー坊や（1970年）
- “ヘーコキ”ましたね - 作詞：淡谷三治、作曲：淡谷n'太郎&盆帆、歌：MEN'S 5（1994年）
- おなら体操 - 作詞：二ノ宮知子、野田恵、Poo太郎、作曲：野田恵、歌：川澄綾子/上野樹里（2007年、『のだめカンタービレ』挿入歌）
- Onaraはずかしくないよ - 作詞：オークラ、作曲：坂本秀一、歌：オンナラブリー（2010年、テレビ東京系『ピラメキーノ』の企画曲）

映画
- 『お早よう』 - 監督：小津安二郎（1959年）。少年たちが学校の行き帰りに、自在に屁をする練習に熱心に取り組む。

## その他
サツマイモ
「サツマイモを食べると屁が出やすくなる」といわれる。これはサツマイモには食物繊維が多く含まれている上に澱粉の粒子が大きく、腸の蠕動運動が促進されるためと考えられている。
カメムシ
カメムシは防衛のために悪臭を放つので、「ヘッピリムシ」「ヘヒリムシ」「ヘコキムシ」などと呼ばれ、放屁することを｢屁をふる｣とい表現する長崎県では「ヘップリ」と呼ばれる。実際は後胸の腹面に一対ある臭腺から分泌されており、種によってはリンゴのような匂いがするものもある。
欠番の「へ」
日本におけるナンバープレートでは、「へ」は屁（＝排気ガス）を連想させるとして使われていない。またナンバープレートと同じく、江戸時代の町火消し「いろは四十八組」に「へ組」はなかった。
地名
山梨県中央市の地名・西新居（にしあらい）は、かつて「西新屁」と表記したことで知られた。
競技中の屁
2018年11月に行われたダーツ世界大会で、対戦相手の発した屁の悪臭で影響を受けたと抗議する選手が現れた。
スカンク
スカンクは強烈な悪臭を放つ動物として知られ、その悪臭が放屁によるものと広く認識されているが、これは正確ではない。スカンクの放つ悪臭は放屁ではなく、ブチルメルカプタンを主成分とする肛門嚢の分泌液である。
ニシン
イグノーベル賞2004年生物学賞で、ニシンが肛門を通じて排出する鰾の気体でコミュニケーションしている可能性が示された。この現象は、スウェーデン国軍をソビエト連邦の潜水艦の潜入と勘違いさせた。
引火、おならの点火
手術中のレーザーメスなどで引火し、火傷などの事故につながることがある。
マン屁（まんへ）・膣ナラ（ちなら）
膣排気音（クイーフ現象）を、俗にこう呼ぶことがある。これは単に膣内に入った空気が排出された物で、当然ながら本来の屁とは異なりほぼ無臭である。
入浴中の屁
入浴中に浴槽内で屁をすると、屁に含まれる大腸菌などの腸内細菌が浴槽の湯の中に拡散する可能性があることが指摘されている。また、下痢気味の時などは大便が屁と共に排出されるおそれもあるため、浴槽内で屁をすることは基本的にマナー違反とされる。
すかしっ屁は音のある屁より臭い？
俗にこのようにいわれることがあるが、基本的に音の有無で屁の臭さが変わることはない。すかしっ屁は「音」という予兆なしに臭いが来るため、より臭いが強調されて感じられる心理的な要素が大きいと考えられる。
探偵!ナイトスクープ
この番組では、しばしば屁に関する企画が放送される。
Google アシスタント
Googleアシスタントには屁の音のサンプルが8種類収録されており、「OK Google、おならの音」と音声入力すると「おならはこちらです」とサンプルを再生する。
架空の生き物
- オッケルイペ - アイヌに伝わる屁をする生き物。
- スカ屁 - 江戸時代に富山に現れた、放屁しつつ「おなら病」なる流行り病の予言を行った謎の老婆で、妖怪（予言獣）の一種とされる[23]。